# Jelena de Belder-Kovačič
Jelena Kovačić, baronesa de Belder ( 1925 - 2003) fue una botánica eslovena-belga, que trabajó abundantemente en la taxonomía de la familia Campanulaceae, una botánica de renombre internacional.

## Biografía
Pasó su juventud en Croacia. En Zagreb estudió ingeniería agronómica diplomándose por la Universidad de Zagreb. En 1952, su futuro marido Robert de Belder y su Hno. George, de Bélgica, compraron una finca abandonada cubierta de malas hierbas y matas de arbustos y árboles. La zona, denominada Kalmthout, había sido utilizado para el cultivo de hortalizas en la Segunda Guerra Mundial, pero temprano en su historia había sido un vivero. En 1954, después de casarse se trasladó permanentemente a Bélgica. Así, la pereja, desarrolló, animadamente el arboretum Kalmthout, logrando en treinta años transformar ese viejo vivero en un centro de referencia dendrológica.
Durante su vida, mejoró más de un centenar de especies y variedades de árboles ornamentales, y arbustos
Participó en la producción en serie de tres documentales de RTV Eslovenia: "Hoja y flor" (1994), "El sabor de las flores" (1998) y "El sabor de los frutos".

## Algunas publicaciones
- 1970.

### Libros
- jelena de belder-Kovačič, benjamin Besednjak, janez Pukšič. 2001. Praznovanje pomladi: moja spomladanska kuharica (Celebrando la primavera: lo culinario). Ed. Agencija 41, 64 pp.

- -----------------------------------, -------------------------, ------------------. 2001. Inge Pangos Okusi pomladi (El sabor de la primavera). Ed. Agencija 41, 78 pp.

- elisabeth de Lestrieux, Andreas Bärtels. 1994. Okus po cvetju: kulinarično popotovanje (El sabor de las flores: un viaje culinario). Tradujo Lidija Saje. Ed. DZS, 207 pp. ISBN 86-341-1258-6, ISBN 978-86-341-1258-0

## Honores
- miembro y vicepresidenta de la Royal Horticultural Society de Londres
- premio de la Royal Horticultural Society, por el rey belga Alberto II
- 1996: por sus méritos en el desarrollo de la horticultura, recibió el título de baronesa[4]
- 1999: ciudadana honoraria de la ciudad belga de Kalmthout
- 2003: se crea el Fondo Jelena de Belder, como beca financiando a estudiantes en el Arboretum de Kalmthout
- La abreviatura «Kovačić» se emplea para indicar a Jelena de Belder-Kovačič como autoridad en la descripción y clasificación científica de los vegetales.[5]